# 조현택
조현택(趙玹澤, 2001년 8월 2일 ~ )은 대한민국의 축구 선수로 현재 K리그1 울산 HD에서 왼쪽 풀백, 왼쪽 측면 미드필더로 활약 중이다.

## 클럽 경력
조현택은 신갈고등학교 출신으로 2020 시즌을 앞두고 울산 현대와 프로 계약을 체결하였다.
2021 시즌을 앞두고 부천 FC 1995로 임대 이적하였다.
2023 시즌을 앞두고 울산으로 임대 복귀하여 K리그 우승을 이끈 후, 김천 상무에 입대하였고, 2025년 6월 17일에 전역하여 울산으로 복귀하였다.

## 국가대표팀 경력
홍콩과의 2025년 EAFF E-1 풋볼 챔피언십 2차전에서 대한민국 A대표팀 소속으로 국제 A매치 데뷔전을 치렀다.